# CAESAR
CAESAR (Apronym für Camion équipé d’un système d’artillerie, deutsch „mit Artilleriesystem ausgestatteter Lastwagen“) ist eine in Frankreich entwickelte und hergestellte selbstfahrende, in den Anfangsversionen ungepanzerte Haubitze im Kaliber 155 mm. Sie wird von Nexter und Lohr Industrie produziert.

## Entwicklung
CAESAR wurde ab den frühen 1990er-Jahren von Giat (seit 2006 Nexter) für den Exportmarkt entwickelt. Nach dem Ende des Kalten Krieges entstand bei verschiedenen Streitkräften das Konzept von einer Abkehr von traditioneller Panzerartillerie auf Kettenfahrzeugen. Auf Grund dieser Nachfrage entschied sich Giat für eine Artillerie-Selbstfahrlafette auf Basis eines Lastkraftwagens, welche dasselbe Aufgabenspektrum auf dem Gefechtsfeld abdecken sollte. Das neue Artilleriesystem sollte mobil und luftverladbar sein sowie geringe Betriebs- und Anschaffungskosten aufweisen. Ein erstes CAESAR-Vorführmodell wurde im Juni 1994 der Öffentlichkeit vorgestellt. Bis Ende der 1990er-Jahre entstanden zwei Prototypen basierend auf einem Mercedes-Benz Unimog 6×6. Im September 2000 erteilte die Direction générale de l’armement der Firma Giat den Auftrag zur Entwicklung von fünf CAESAR für eine Truppenerprobung beim französische Heer. Das 93e régiment d’artillerie de montagne (93. Gebirgsartillerieregiment) in Varces (Département Isère) führte die Truppenerprobung durch. Daraufhin wurden im Jahr 2004 von Frankreich 77 Exemplare für einen Gesamtpreis von 300 Mio. Euro geordert. Vorgesehen waren drei Geschütze für die Artillerieschule und acht Geschütze pro Artillerieregiment. Im Jahr 2008 lieferte Nexter 16 Caesar an die französische Armee, das erste Geschütz am 1. Juli 2008, und weitere 30 im Jahre 2009. Das 68e régiment d’artillerie d’Afrique in La Valbonne im Département Ain wurde als erstes Regiment umgerüstet. 2009 erfolgte eine weitere Bestellung von 64 Exemplaren, diese sollte zwischen 2015 und 2020 den Gesamtbestand auf 141 Geschütze erhöhen und die veralteten TRF1 und AMX AuF1 ersetzen. Dieser Auftrag wurde jedoch im Mai 2013 zurückgezogen. Insgesamt wurde das System in sechs französischen Artillerieregimentern eingeführt. Nachdem das 1er régiment d’artillerie de marine in Laon am 30. Juni 2015 aufgelöst wurde, verbleiben noch fünf Regimenter mit diesen Geschützen im Dienst der Französischen Streitkräfte.
Gemäß Hersteller wurden bis Ende 2022 über 300 CAESAR für die Französischen Streitkräfte sowie für Exportkunden produziert. Die Kosten für einen CAESAR betragen rund 5 Mio. Euro pro Fahrzeug.

## Technik
Das Artilleriesystem CAESAR besteht aus einer auf einem Lastkraftwagen installierten 155-mm-Kanonenhaubitze. In dem Fahrzeug sind sämtliche Systeme für den Verbund- oder autonomen Einsatz untergebracht.
CAESAR kann aus voller Fahrt innerhalb rund einer Minute den Feuerkampf aufnehmen. Hierzu wird am Fahrzeugheck eine kombinierte Stütze und Hecksporn herabgelassen. Ebenso kann das Fahrzeug nach Beendigung des Feuerauftrages innerhalb von 40 Sekunden die Stellung wieder verlassen. CAESAR kann autonom oder im Verbund mit anderen Geschützen in Batterien eingesetzt werden.

### Fahrzeug

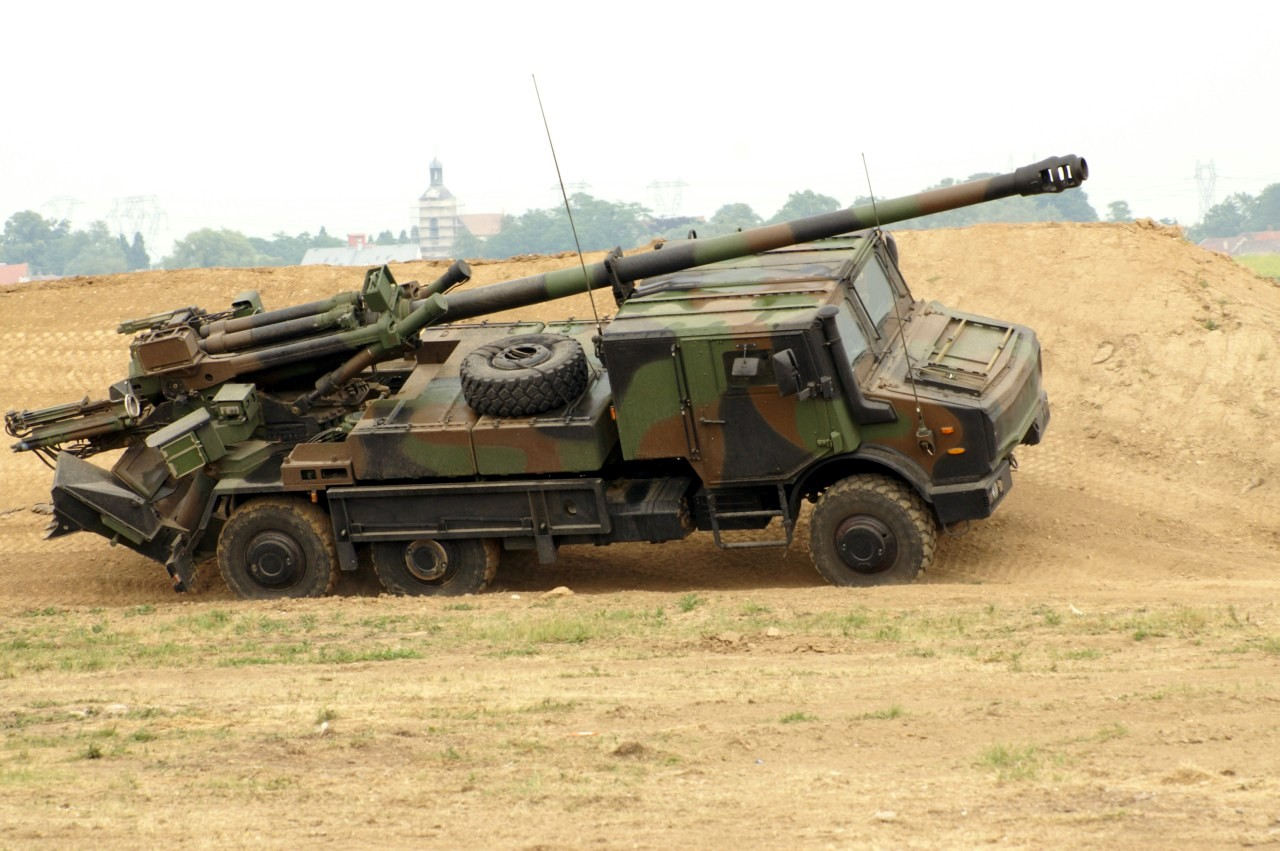
CAESAR auf einem Unimog U 2450

Als Basis dient in der Exportversion der Unimog U240L 6×6, bei der Version für die französischen Streitkräfte der Renault Sherpa 5 (6×6). Das Fahrzeug verfügt über ein leicht gepanzertes Führerhaus im vorderen Bereich und eine Pritsche im hinteren Bereich, wo sich die Kanonenhaubitze befindet.
Das Führerhaus ist gegen Handfeuerwaffen sowie Granatsplitter gepanzert (STANAG 4695 Level 2). Mit zusätzlichen Modulen, die aber das Fahrzeuggewicht erhöhen, kann der Schutz auf STANAG 4569 Level 2 verstärkt werden.
Das Artilleriesystem CAESAR erreicht auf der Straße eine maximale Fahrgeschwindigkeit von 90 km/h und hat einen Fahrbereich von bis zu 600 km. Das Artilleriesystem ist geländegängig und kann Steigungen von 60 % überwinden. Die maximal zulässige Querneigung liegt bei 30 %. Das Fahrzeug kann Gewässer bis zu 1,2 m Tiefe und vertikale Hindernisse von bis zu 0,5 m Höhe überwinden. Die Bodenfreiheit beträgt 40 cm.

### Geschütz

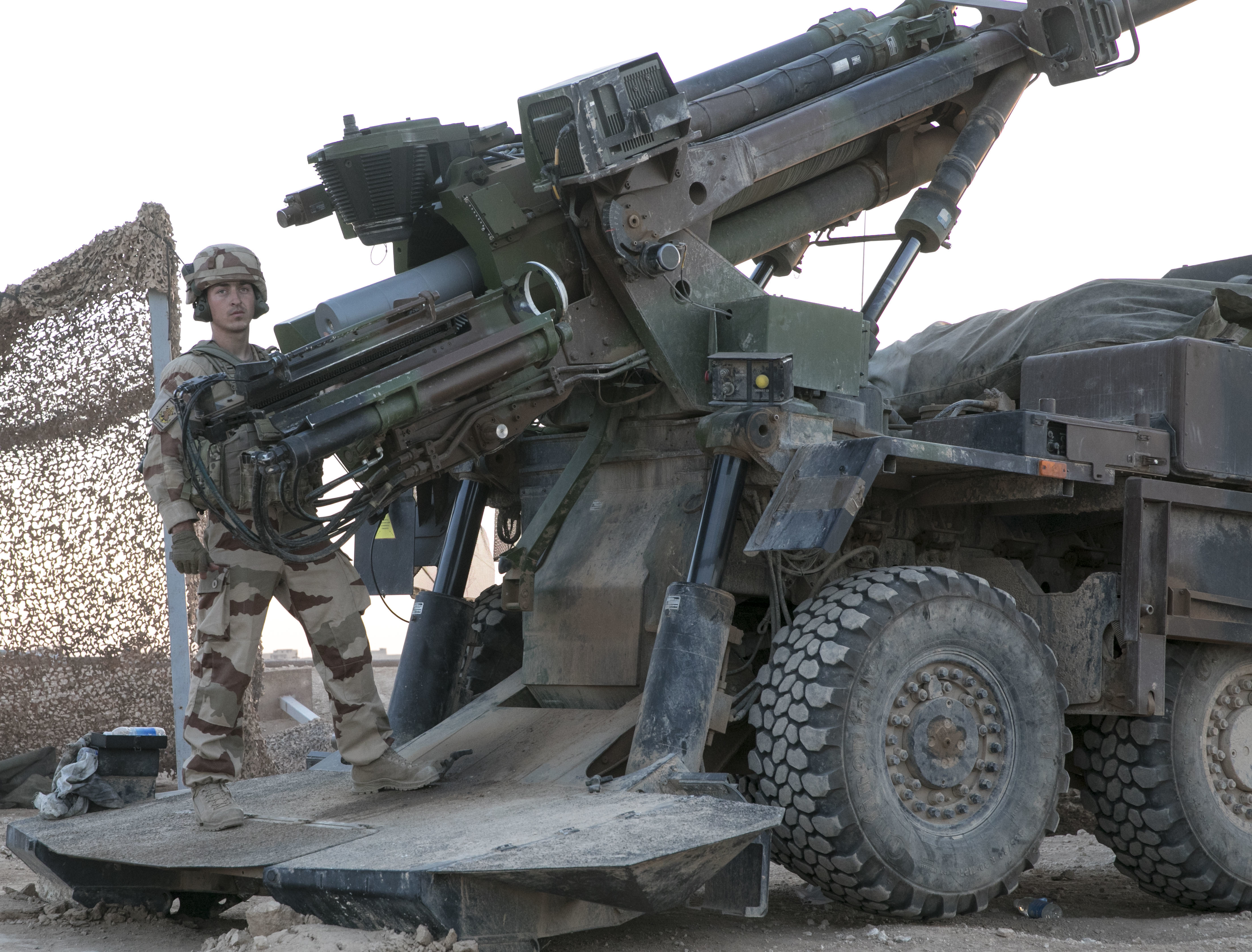
Ladevorrichtung für das Geschütz

Das Geschütz ist eine Weiterentwicklung der TRF1-Haubitze und mit 52 Kaliberlängen (L/52) deutlich länger als das Original. Das Geschütz entspricht dem Joint Ballistics Memorandum of Understanding (JBMoU) der NATO sowie dem NABK-Standard. Das Geschützrohr besteht aus hochfestem Stahl und ist durchgehend autofrettiert. Der Seitenrichtbereich beträgt in Fahrrichtung je Seite 17°. Der Höhenrichtbereich liegt bei −5 bis +66°. Am Rohrende ist eine Zweikammer-Mündungsbremse angebracht. Bei der Rohrwiege sind am Geschützrohr zwei Rohrbremsen und Rohrvorholer montiert. Daneben befindet sich der Platz für die Richtmittel. Am hinteren Rohrende sind der halbautomatische Schraubenverschluss sowie die Ladungskammer angebracht. Diese hat ein Volumen von 23 Liter. Dahinter ist eine halbautomatische Ladevorrichtung installiert. Diese Ladeautomatik führt die Geschosse zu und setzt sie im Rohr an. Danach werden die Treibladungen von einem Kanonier in die Ladungskammer geschoben. Nach dem Schließen vom Verschluss werden aus einem Magazin automatisch die Treibladungsanzünder geladen und zugeführt. Die Zündung erfolgt elektrisch.
Mit der halbautomatischen Ladevorrichtung können innerhalb von rund 18 Sekunden 3 Schuss abgefeuert werden. Für anhaltendes Feuer ist eine Schussfolge von 6 Schuss pro Minute möglich. Somit können vier Geschütze innerhalb einer Minute über eine Tonne Munition ins Ziel bringen. Mit dem Visier am Geschütz können Ziele im Direktschuss auf eine Distanz von bis zu 2 km bekämpft werden.
Neben der fest installierten Visiereinrichtung am Geschütz können am Fahrzeug die Feuerleitanlage LINAPS (Laser Inertial Pointing System) von Leonardo S.p.A., eine Messanlage zur Messung der Mündungsgeschwindigkeit, sowie eine Wetterstation angebracht werden. Weiter bietet Nexter das ATLAS-Navigationssystem, den Ballistik-Computer BACARA und die FINDART-Feuerleitanlage mit GPS für den CAESAR an.

### Munition
CAESAR verwendet getrennt geladene Munition mit variablen Treibladungsbeuteln (Zonenladungen). An Bord des Fahrzeuges können 18 Geschosse Bereitschaftsmunition und die dazugehörigen Treibladungen transportiert werden.
CAESAR kann die gesamte 155-mm-NATO-Munition verschießen. Nexter-Ammunition bietet für CAESAR die Munitionsfamilie LU211 sowie die Geschosse LU214–LU217 an. Mit der auf dem internationalen Markt erhältlichen Munition werden folgende Schussdistanzen erreicht:
| Name          | Geschosstyp                                      | Füllung                         | {\displaystyle v_{0}} | Schussdistanz |
| ------------- | ------------------------------------------------ | ------------------------------- | --------------------- | ------------- |
| M107          | Sprenggranate                                    | 6,6 kg TNT                      | 830 m/s               | 24,5 km       |
| LU211 HB      | Sprenggranate mit Hohlboden                      | 8,8 kg Composition B            | 939 m/s               | 30 km         |
| LU211 BB      | Sprenggranate mit Base-Bleed                     | 8,8 kg Composition B            | 946 m/s               | 40 km         |
| LU214 WP HB   | Rauch/-Brandgranate mit Hohlboden                | 8,4 kg Weißer Phosphor          | 939 m/s               | 30 km         |
| LU214 WP BB   | Rauch/-Brandgranate mit Base-Bleed               | 8,4 kg Weißer Phosphor          | 946 m/s               | 40 km         |
| M0121 ERFB-BB | Extended-Range-Full-Bore-Geschoss mit Base Bleed | 8,6 kg Insensitiver Sprengstoff | 953 m/s               | 40 km         |
| M2005 VLAP    | HEER-BB-Geschoss mit Raketenantrieb              | 4,3 kg PBX                      | 950 m/s               | 51 km         |
| OGRE 155 G1   | Cargogeschoss mit Base-Bleed                     | 63 OGRE-Hohlladungs-Bomblets    | unbekannt             | 36 km         |
| Vulcano 155   | Präzisionsgelenkte Artilleriegranate             | Insensitiver Sprengstoff        | unbekannt             | 50–70 km      |
| BONUS         | Suchzünder-Munition                              | 2 Suchzünder-Streumunition      | unbekannt             | 35 km         |

## Varianten

### CAESAR
Dies ist die Standardvariante aus dem Jahr 2009 wie oben beschrieben. Sie wird auch als CAESAR 6×6 bezeichnet, da als Trägerfahrzeug Lkw mit der Radformel 6×6 dienen.
CAESAR 6×6 kann in einer C-130 „Hercules“ oder einem A400 „Atlas“ luftverlastet werden.

### CAESAR 8×8

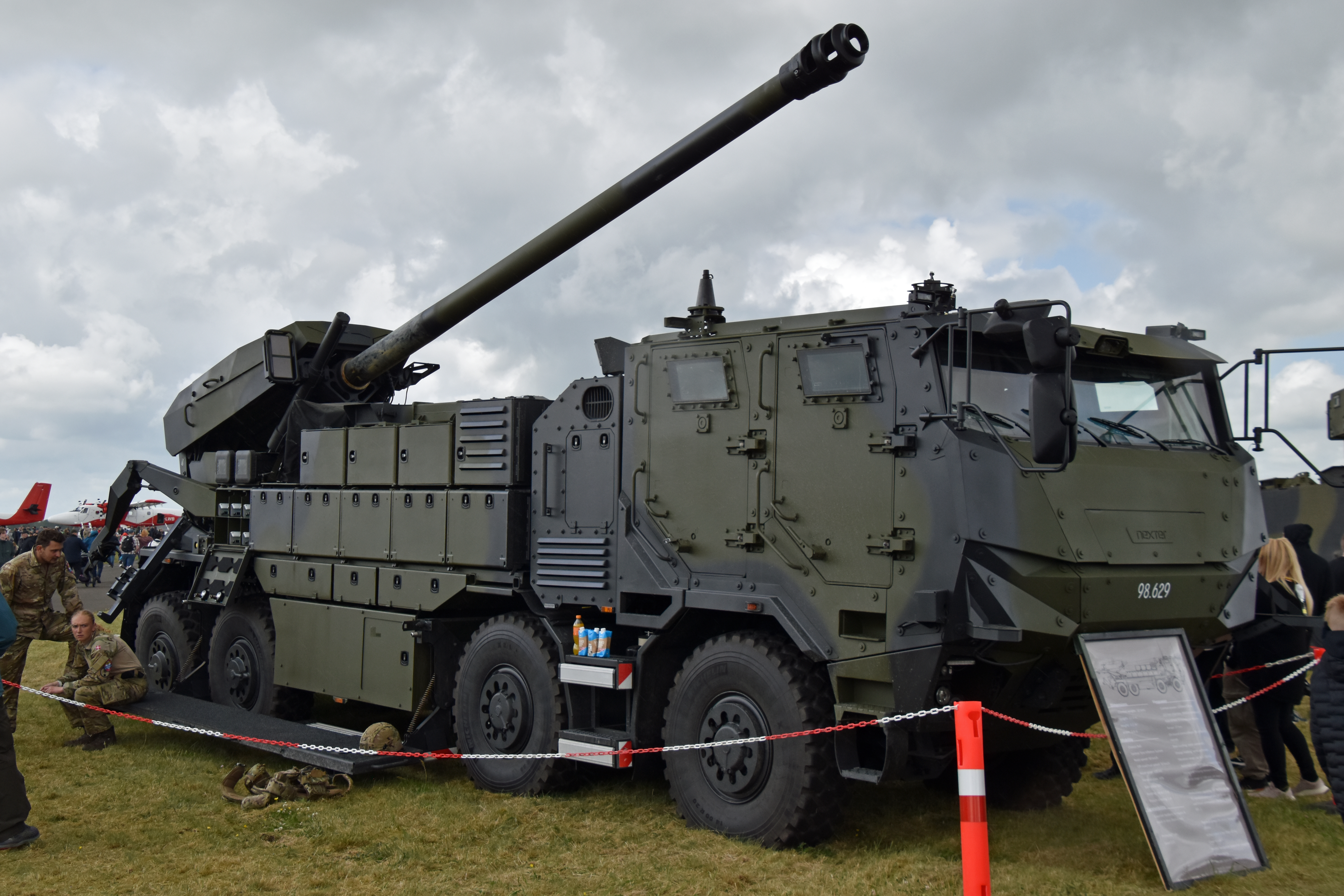
CAESAR 8×8

Im Jahr 2016 wurde die Ausführung CAESAR 8×8 vorgestellt, die mit einer auf 3–4 Mann reduzierten Besatzung auskommt. Die Anzahl der mitführbaren Bereitschaftsmunition wurde auf 30–36 Geschosse erhöht. CAESAR 8×8 kann mit einem A400M „Atlas“ luftverlastet werden.
CAESAR 8×8 verwendet das 8×8-Fahrgestell der Fahrzeugfamilie Tatra 815 und wiegt 30–32 Tonnen. Gegenüber dem Vorgängermodell verfügt das Fahrzeug über eine verstärkte Panzerung und einen verbesserten Minenschutz (STANAG 4569 Level 2). Angetrieben wird der Lkw von einem V8-Turbodiesel-Motor mit 338 kW (460 PS) Leistung. Alternativ können für den CAESAR 8×8 auch Fahrgestelle von Arquus (ehemals Renault Trucks Defense), Rheinmetall MAN Military Vehicles oder Sisu verwendet werden.
Es kommt dasselbe Geschütz zum Einsatz. Dieses ist aber mit einer vollautomatischen Ladevorrichtung für die Geschosse und Treibladungen ausgerüstet. Weiter kann das Artilleriesystem fünf Geschosse nacheinander so abfeuern, dass diese alle gleichzeitig im Ziel eintreffen (MRSI).
Frankreich will seine noch verbleibenden AMX AuF1-Panzerhaubitzen bis zum Jahr 2030 durch 32 CAESAR 8×8 ersetzen.

### CAESAR NG

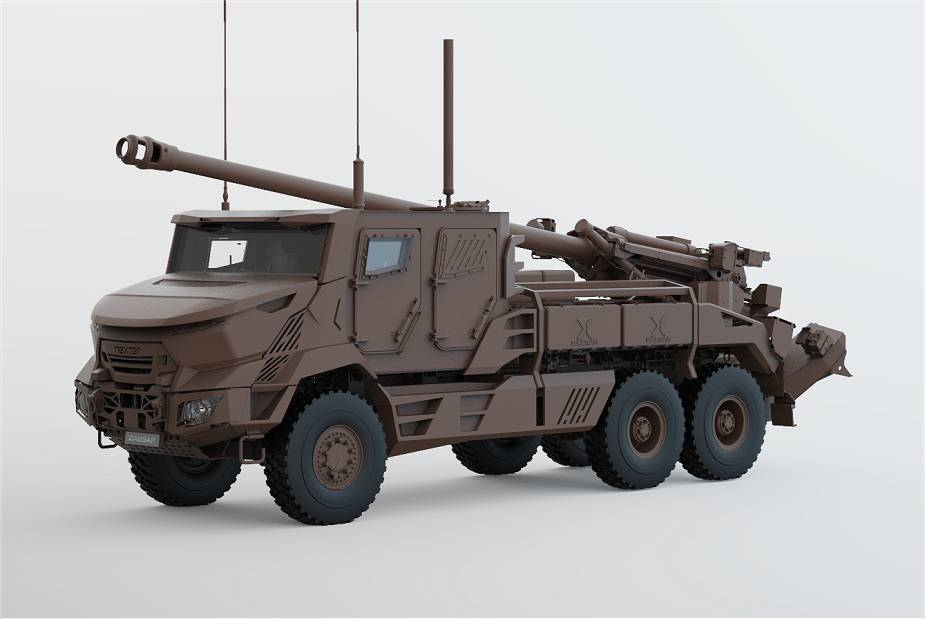
CAESAR NG

Im Jahr 2022 wurde die Ausführung CAESAR NG vorgestellt. NG steht für New Generation. Diese Ausführung wird auch CAESAR 6×6 Mark II genannt und verwendet ein 6×6-Fahrgestell des Herstellers Arquus. Angetrieben wird das Fahrzeug von einem Dieselmotor mit 338 kW (460 PS) und Automatikgetriebe. Das Fahrzeug verfügt über ein gepanzertes Führerhaus (STANAG 4695) und einen verbesserten Minenschutz. Weiter kommt ein neues Feuerleitsystem zum Einsatz. Die Hauptbewaffnung bleibt unverändert und besteht aus der 155-mm-Kanonenhaubitze mit 52 Kaliberlängen. Im Januar 2024 schloss Frankreich mit Nexter einen Kaufvertrag über 109 neue Fahrzeuge ab. Weiterhin plant das Land, 76 seiner im Einsatz stehenden CAESAR ab 2024 auf diesen Stand nachzurüsten oder durch NG-Systeme zu ersetzen.

## Einsatz

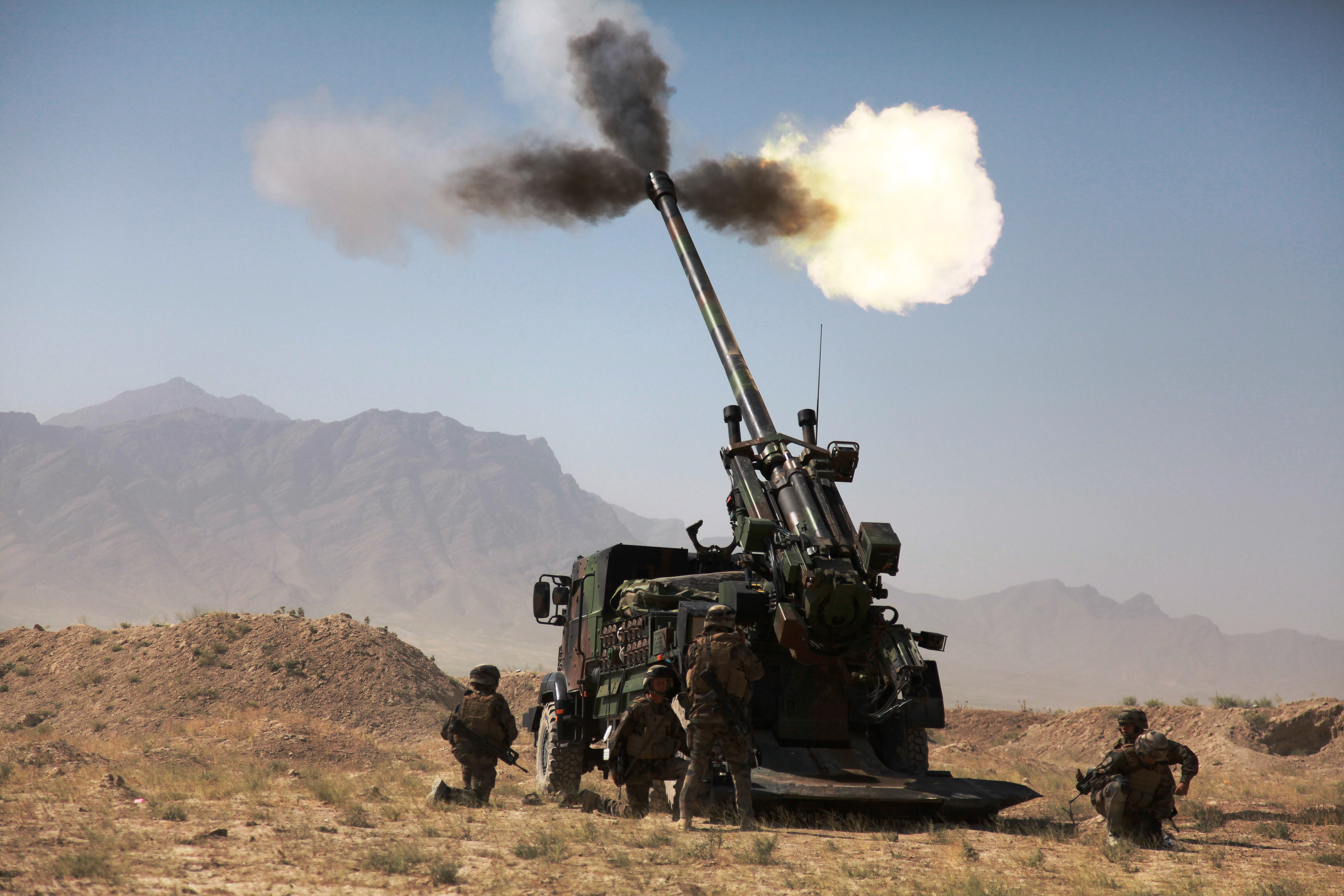
CAESAR in Afghanistan, 2009

### Afghanistan
CAESAR kam erstmals 2004 im Krieg gegen den Terrorismus in Afghanistan zum Einsatz. Acht CAESAR wurden im Sommer 2009 nach Afghanistan geschickt, um die französischen Operationen zu unterstützen. Sie wurden am 1. August 2009 vom 3. Marineartillerieregiment (3è RAMa) eingesetzt.

### Thailand
Im April 2011 setzten die thailändischen Streitkräfte CAESAR im Grenzkonflikt zwischen Kambodscha und Thailand ein.

### Mali
Im Jahr 2013 setzten die französischen Streitkräfte den CAESAR bei der Opération Serval in Mali ein.

### Irak
Bei der Rückeroberung der irakischen Stadt Mossul 2017 von der terroristischen Miliz „Islamischer Staat“ setzten französische Truppen CAESAR-Systeme zur Artillerieunterstützung der irakischen Bodentruppen ein.

### Jemen
Laut einem vertraulichen, im April 2019 vom Pariser Webmagazin Disclose veröffentlichten französischen Armeebericht werden die Haubitzen von Saudi-Arabien beim Krieg im Jemen auch gegen die Zivilbevölkerung eingesetzt. Sie dienten auch zum Abwehr der Houthi-Kräfte und unterstützten die jemenitischen Regierungstruppen und die saudischen Streitkräfte bei ihrem Vordringen auf jemenitisches Territorium.

### Ukraine

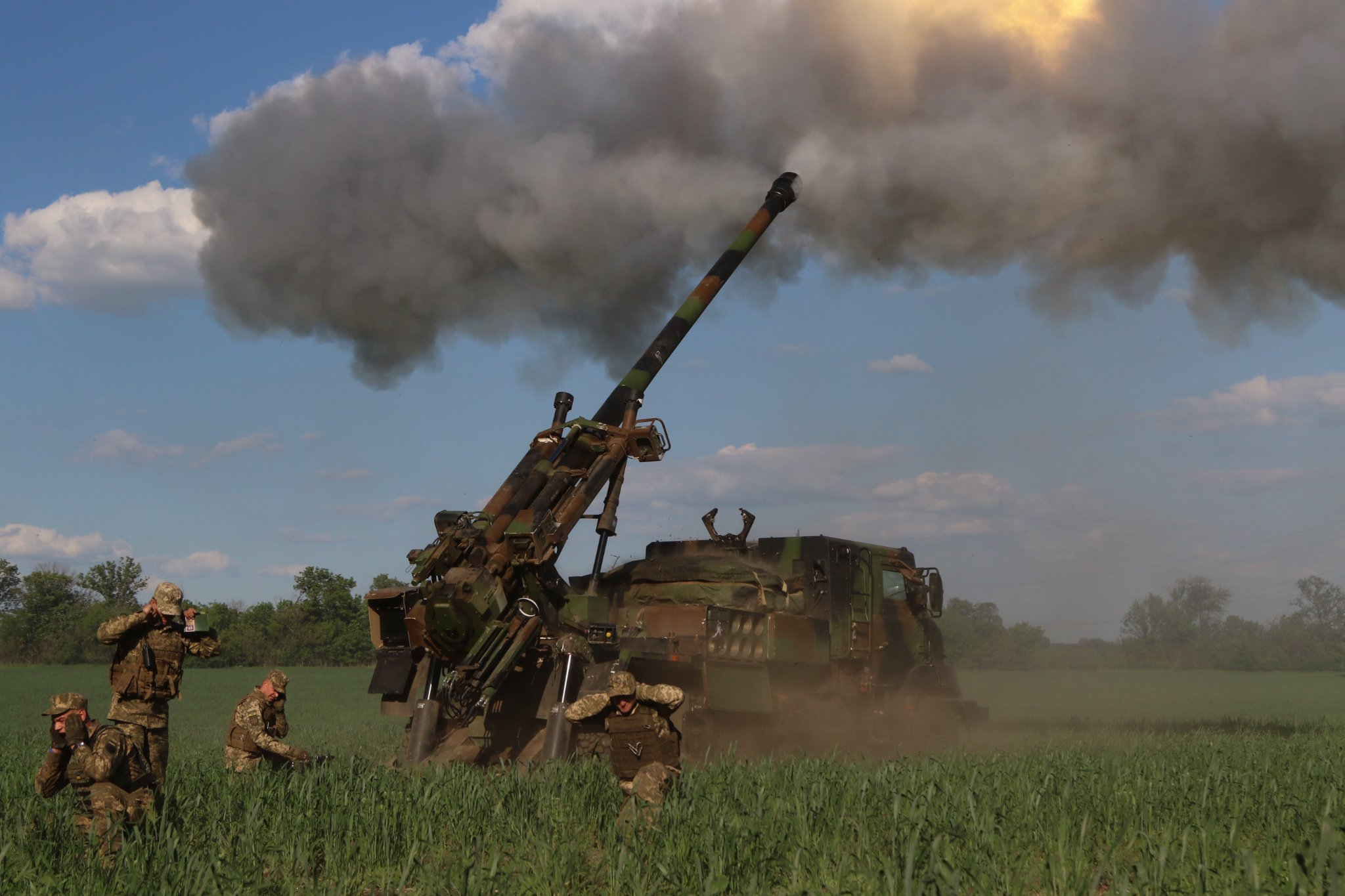
Von Frankreich gelieferten CAESAR, im Einsatz in der Ukraine

Im russisch-ukrainischen Krieg setzt die ukrainische Armee die Systeme ein, nachdem im Mai 2022 12 Stück im Rahmen der militärischen Unterstützung geliefert wurden, um den russischen Überfall seit dem 24. Februar 2022 abzuwehren. Bis Januar 2024 erhielt die Ukraine insgesamt 49 CAESAR.
Im Januar 2023 tauchte ein spektakuläres Video auf, indem ein CAESAR in voller Fahrt von einer russischen Lancet-Kamikaze-Drohne angriffen wird. Der Fahrer versuchte, der Drohne auszuweichen, was ihm auch gelang, infolgedessen fuhr das Fahrzeug in den Straßengraben und überschlug sich mehrmals. Danach erfolgte ein zweiter Drohnenangriff, der das Fahrzeug in Brand steckte und zerstörte.
Bis Mai 2025 wurden mindestens elf CAESAR 6×6 und mindestens ein CAESAR 8×8 durch die russischen Streitkräfte zerstört oder beschädigt.

## Nutzerstaaten
- Armenien – 36 CAESAR 6×6 im Jahr 2024 bestellt.[36][37][38]
- Belgien – 9 CAESAR NG im Jahr 2022 sowie weitere 19 Fahrzeuge im Jahr 2024 bestellt. Auslieferung ab 2027.[24][25][39]
- Estland – 12 CAESAR 6×6 im Jahr 2024 für 250 Mio. Euro bestellt.[40]
- Frankreich – 95 CAESAR 6×6. Aus dem Bestand des französischen Heeres wurden 36 Systeme an die Ukraine übergeben.[41][42] Im Februar 2024 bestellte Frankreich weitere 109 CAESAR NG, welche ab 2026 ausgeliefert werden sollen.[43]
- Indonesien – 55 CAESAR 6×6.[41]
- Kroatien – 12 CAESAR 6×6 im Jahr 2024 bestellt.[38]
- Litauen – 19 CAESAR NG im Jahr 2022 für 110–150 Mio. Euro bestellt.[44][45]
- Marokko – 36 CAESAR 6×6 im Jahr 2020 für 170–200 Mio. Euro bestellt.[46][47]
- Portugal – 36 CAESAR NG im Jahr 2024 bestellt.[48]
- Saudi-Arabien – 132 CAESAR 6×6.[41]
- Thailand – 6 CAESAR 6×6.[47]
- Tschechien – 62 CAESAR 8×8 in den Jahren 2020/22 bestellt.[49]
- Ukraine – Für den Krieg gegen Russland erhielt die Ukraine 36 CAESAR 6×6 aus französischen Beständen. Weitere 19 CAESAR 8×8 wurden 2023 aus der dänischen Bestellung in die Ukraine umgeleitet.[41] Im Juni 2024 gab KNDS Deutschland bekannt, dass das Unternehmen noch im selben Jahr 78 Systeme für die Ukraine produziert.[50] Die Beschaffung ist Ergebnis einer Initiative im Rahmen einer „Artilleriekoalition“ bestehend aus 23 Ländern unter Führung von Frankreich und der USA.[51]

### Ehemalige Nutzerstaaten
- Dänemark – 19 CAESAR 8×8 im Jahr 2017 und 2019 bestellt. Im Januar 2023 gab die dänische Regierung bekannt, alle 19 bestellten Fahrzeuge der Ukraine abzugeben. Anstelle des CAESAR beschafft Dänemark 19 ATMOS 2000 aus Israel.[52][53][54][55]